# Estadi Léopold Sédar Senghor
L'Estadi Léopold Sédar Senghor, antigament Stade de l'Amitie, és un estadi esportiu de la ciutat de Dakar, al Senegal. Duu el nom del primer president del Senegal, Léopold Sédar Senghor (de 1960 a 1980).
Fou inaugurat el 1985. És utilitzat per la pràctica del futbol, essent seu del club ASC Jeanne d'Arc, atletisme i rugbi.
Té una capacitat per a 60.000 espectadors. El seu rècord d'espectadors s'establí el 1992, quan 75.000 espectadors van veure un partit Senegal-Nigèria.
Va ser seu de la Copa d'Àfrica de Nacions 1992. El 1992 va ser seu del Campionat Africà d'atletisme.
El 13 d'octubre de 2012, un partit de classificació de la Copa d'Àfrica de Nacions 2013 entre el Senegal i Costa d'Ivori va ser abandonat a causa dels disturbis a l'estadi. De resultes, el Senegal va ser desqualificat del torneig.